# Etonitazepipna
La etonitazepipna (N-piperidino etonitazeno) es un derivado del benzimidazol con efectos opioides alrededor de 100 veces más potentes que la morfina, que se ha vendido por internet como droga de diseño.